# ريكاردو روتشا (لاعب كرة قدم)
ريكاردو روتشا (بالإسبانية: Ricardo Rocha Escalante)‏ هو لاعب كرة قدم مكسيكي، ولد في 29 سبتمبر 1986. لعب مع أتلاتيكو إيرابواتو.

## وصلات خارجية
- ريكاردو روتشا (لاعب كرة قدم) على موقع قاعدة بيانات كرة القدم.إي يو (الإنجليزية)
- ريكاردو روتشا (لاعب كرة قدم) على موقع Soccerway.com (الإنجليزية)